# Vykintas

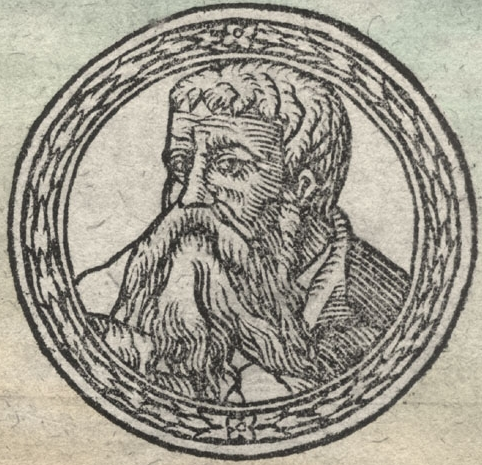
Darstellung Vykintas' aus der 1578 veröffentlichten Chronik von Alexander Guagnini.

Vykintas († ca. 1253) war ein Fürst von Schamaiten und ein Rivale des späteren Königs Mindaugas I. von Litauen.

## Leben
1236 war Vykintas der Anführer schemaitischer Verbände, die in der Schlacht von Schaulen dem Schwertbrüderorden eine schwere Niederlage beibrachten, in deren Folge sich der Orden gezwungen sah, sich dem Deutschen Orden anzuschließen.
Mindaugas schickte ihn 1248 zusammen mit seinen Neffen Tautvilas und Edivydas auf einen Feldzug nach Smolensk. Als dieser scheiterte, versuchte Mindaugas, sich ihre Ländereien anzueignen. Daraufhin bildeten die drei eine große Streitmacht, die auch Tautvilas’ Schwager Daniel Romanowitsch von Galizien, die Schemaiten und den livländischen Zweig des Deutschen Ordens umfasste. Den Fürsten von Galizien-Wolhynien gelang es dabei, die Herrschaft über Schwarzruthenien, ein von Vaišvilkas, dem Sohn Mindaugas’, regiertes Gebiet, an sich zu reißen.
1250 unternahmen die Ordensritter Angriffe gegen Nalšia, gegen Mindaugas und die Gebiete Schemaitiens, die Mindaugas immer noch unterstützten. Mindaugas gelang es jedoch, den Ordensmeister Andreas von Stierland, der Vykintas die Niederlage von 1236 noch immer nicht verziehen hatte, zu bestechen und auf seine Seite zu ziehen. Mindaugas sollte getauft und zum König von Litauen gekrönt werden. Als Gegenleistung überließ er dem Orden die Kontrolle über einige Gebiete im westlichen Litauen. 1252 griffen Vykintas und Tautvilas und ihre verbliebenen Verbündeten Mindaugas in Voruta, der unbekannten ersten Hauptstadt Litauens, an. Der Angriff schlug fehl und ihre Truppen mussten sich in die Burg Tverai zurückziehen. Vykintas starb um 1253; Tautvilas flüchtete zu seinem Schwager nach Galizien-Wolhynien und Mindaugas wurde, wie vereinbart, gekrönt.

## Familie
Vykintas war vermutlich mit einer Schwester von Mindaugas verheiratet und hatte mit ihr den Sohn Treniota, der Mindaugas und dessen Söhne 1263 ermordete.  Die Schwester Vykintas’ war die Ehefrau von Mindaugas’ Bruder Dausprungas.